# Gymnosporia vitiensis
Gymnosporia vitiensis är en benvedsväxtart som först beskrevs av Asa Gray, och fick sitt nu gällande namn av Berthold Carl Seemann. Gymnosporia vitiensis ingår i släktet Gymnosporia och familjen Celastraceae. Inga underarter finns listade.